# KsOd IIIa
A KsOd IIIa egy szerkocsis gőzmozdony-sorozat volt a Kassa–Oderbergi Vasútnál.
A hét mozdonyt a Sigl Bécsújhelyi Mozdonygyárában gyártották, négyet 1868-ban, hármat 1869-ben. A KsOd-nál a IIa sorozat 101-107 pályaszámait kapták. A mozdonyok külsőkeretes, külsővezérlésű, Hall forgattyúsok voltak. A gépezet a mozdony második  kerékpárját hajtotta.
A KsOd 1924-es államosításakor a mozdonyok a Csehszlovák Államvasutakhoz (ČSD) kerültek, ahol a 321.101–107 pályaszámokat kapták, majd 1928-ban selejtezték őket.

## Fordítás
- Ez a szócikk részben vagy egészben  a   KsOd IIIa című német Wikipédia-szócikk fordításán alapul.  Az eredeti cikk szerkesztőit annak laptörténete sorolja fel. Ez a jelzés csupán a megfogalmazás eredetét és a szerzői jogokat jelzi, nem szolgál a cikkben szereplő információk forrásmegjelöléseként.